# Jean-Baptiste Tavernier
Pour les articles homonymes, voir Tavernier.
 (avril 2024).
Si vous disposez d'ouvrages ou d'articles de référence ou si vous connaissez des sites web de qualité traitant du thème abordé ici, merci de compléter l'article en donnant les références utiles à sa vérifiabilité et en les liant à la section « Notes et références ».
Jean-Baptiste Tavernier, né à Paris en 1605 et mort à Moscou en juillet 1689, est un voyageur et pionnier français du commerce avec l'Inde.

## Les années de formation
Avant Jean-Baptiste Tavernier, son père Gabriel et son oncle Melchior occupaient la profession de géographe et de graveur. Son père était un marchand de cartes géographiques d'Anvers. Protestant persécuté à Anvers, il se réfugie en France. Dans cette atmosphère familiale, il se découvrit très tôt le goût du voyage. À l'âge de seize ans, il avait déjà visité l'Angleterre, les Provinces-Unies et l'Allemagne. Quatre années et demie passées au service du vice-roi de Hongrie (1624–1629), puis une année, en 1629, à celui de Charles Ier de Mantoue duc de Rethel et de son père, Louis de Gonzague, duc de Nevers et de Mantoue, lui donnèrent l'habitude des cours, ce qui lui fut très utile par la suite. Il acquiert aussi une certaine expérience militaire à Mantoue en 1629 et en Allemagne, l'année suivante, avec le colonel Walter Butler, passé à la postérité à l'occasion de la mort de Wallenstein.

## Les voyages
En 1630, il connaît pour y avoir voyagé l'Italie, la Suisse, l'Allemagne, la Pologne et la Hongrie, aussi bien que la France, l'Angleterre et les Pays-Bas et parle les principales langues de ces pays. Il est maintenant désireux de visiter l'Orient et à Ratisbonne, il trouve l'occasion de se joindre à deux pères français, M. de Chapes et M. de Saint-Liebau, qui ont reçu une mission pour le Levant. En leur compagnie, il atteint Constantinople au début de 1631 et y passe onze mois, avant de rejoindre Tokat, Erzurum et Erevan en Arménie. Il alla lors de ce premier voyage jusqu'à Ispahan avant de reprendre la route du retour par Bagdad, Alep, Alexandrette, Malte et l'Italie, et enfin Paris qu'il retrouve en 1633.
Des cinq années suivantes, on ne sait pas grand-chose de sa vie, mais c'est probablement durant cette période qu'il est au service de la maison du duc d'Orléans. En septembre 1638, il commence un deuxième voyage (1638-1643) par Alep et la Perse, et de là en Inde jusqu'à Âgrâ et Golkonda. Ses visites à la cour du Grand Moghol et aux mines de diamants sont le prélude à ses périples suivants, au cours desquels Tavernier voyagea comme un marchand de haut rang, négociant des bijoux coûteux et d'autres marchandises précieuses, et trouvant ses principaux clients parmi les plus grands princes de l'Orient. Ce deuxième voyage fut suivi de quatre autres. Au cours de son troisième (1643-1649), il se rend jusqu'à Java et revient par Le Cap.

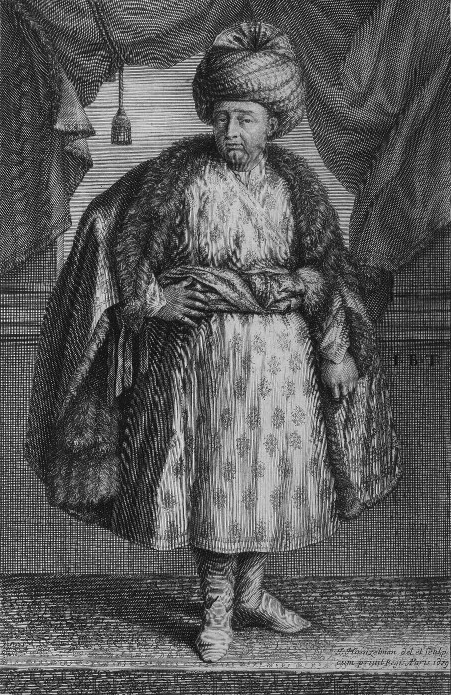
Tavernier en oriental.
Portrait paru dans Les Six Voyages de Jean-Baptiste Tavernier (1679).

Dans ses trois voyages suivants (1651-1655, 1657-1662, 1664-1668), il ne va pas au-delà de l'Inde. Les détails de ces voyages sont souvent obscurs, mais ils montrent une excellente connaissance des itinéraires commerciaux en Orient et introduisent le négociant, maintenant célèbre, dans l'intimité des plus grands potentats indiens ou du chah de Perse. Ils furent aussi à l'origine d'une importante fortune et d'une grande réputation en France. Tavernier est présenté à Louis XIV, pour le service duquel il avait fait ces voyages commerciaux. Le 16 février 1669, le roi lui décerne des lettres de noblesse lui permettant, l'année suivante, d'acheter la baronnie d'Aubonne et le château attenant, auquel il fait adjoindre, en remplacement du donjon d'origine, une tour blanche de type oriental et surmontée d'un toit en bulbe, rappelant par sa forme un minaret. En 1662, il épouse Madeleine Goisse, fille du joaillier parisien Jean-Baptiste Goisse et Elizabeth Pittan (ou Pitan). Ils n'eurent pas d'enfants; Madeleine Goisse avait une soeur Elizabeth qui épousa à Paris en 1682 un Persan, Philippe Sicalis. 

## L'auteur
Ainsi installé, profitant de son aisance et de hautes protections, Tavernier s'occupe, suivant le désir du roi semble-t-il, à publier le compte rendu de ses voyages. Il n'a pas été un observateur scientifique des contrées traversées, mais, dans tout ce qui se rapporte au commerce de ces régions, sa connaissance est vaste et sans égale, et ne peut que prouver son utilité. Il se met donc au travail avec l'aide de Samuel Chapuzeau, protestant comme lui, et rédige sa Nouvelle relation de l'intérieur du sérail du Grand Seigneur (Paris, 1675), fondée sur ses deux visites de Constantinople au cours de ses premier et sixième voyages.
Suivirent les Six voyages de J. B. Tavernier (Paris, 1676) et le complément Recueil de plusieurs relations (Paris, 1679), pour lequel il est aidé par un certain La Chapelle. Ce dernier ouvrage contient une description du Japon, recueillie auprès de négociants et d'autres, et une du Tonkin, dérivée des observations de son frère Daniel Tavernier, qui avait partagé son deuxième voyage et s'était installé et marié à Batavia. Il contient également une violente attaque contre les agents de la Compagnie néerlandaise des Indes orientales, avec lesquels Tavernier semble avoir eu plus que sa part de difficultés. Dans ce Recueil, Tavernier décrit aussi les aventures de La Boullaye le Gouz, envoyé du roi de France pour obtenir des traités, et du marchand Beber son compagnon de voyage. Les deux hommes y sont critiqués et moqués pour leur arrogance, leur avarice et leur absence de tout sens diplomatique. 
En 1684, il se rend à Berlin, à l'invitation du Grand Électeur, qui souhaite le voir organiser une société de commerce en Orient, un projet qui ne vit jamais le jour.

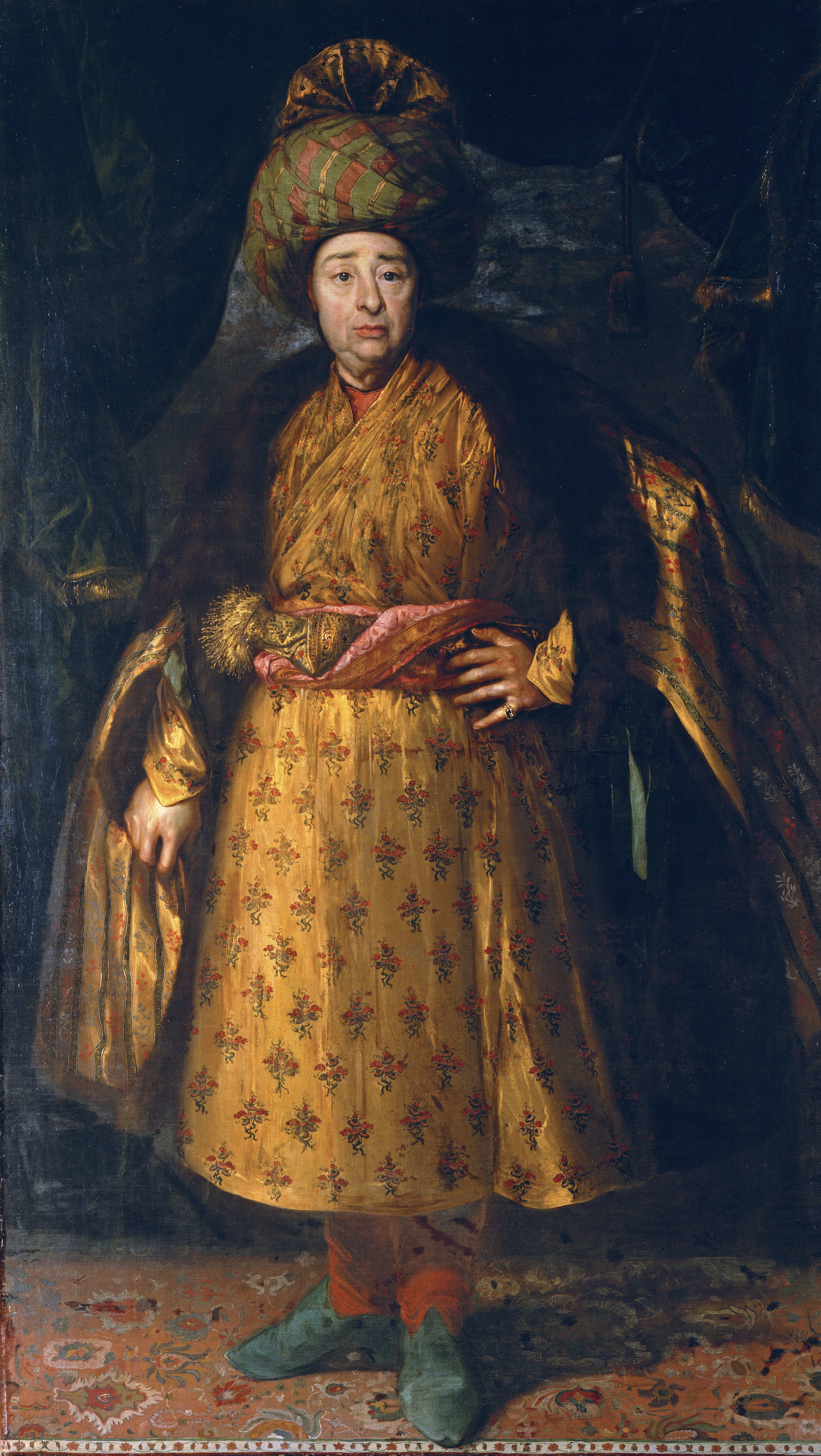
Jean-Baptiste Tavernier, 1678
par Nicolas de Largillierre
Herzog Anton Ulrich-Museum, Brunswick

Les voyages de Tavernier, bien que souvent réimprimés et traduits, ont un défaut : l'auteur livre un récit plein de digressions et parfois confus. Il abandonne souvent l'ordre chronologique et laisse la place à des notes décrivant des itinéraires qui concernent différentes destinations. Cependant, ces ouvrages remplissent correctement leur tâche de fournir un guide à d'autres négociants, répertoriant toutes les informations qui pourraient leur être utiles, comme les monnaies en cours et les taux de change pratiqués, les différentes mesures de poids et de longueurs, les règles douanières et commerciales. Ils sont également riches en détails sur les missions religieuses en Orient, jésuites, capucins, carmes ou augustiniens, et leur rôle important comme truchements ou simples hôtes des voyageurs français. 

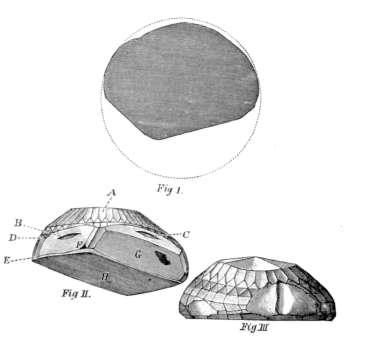
Croquis du Koh-i-Noor d'après Tavernier.

Voltaire ne tenait pas en grande estime le récit de voyage de Tavernier et affirmait « qu'il n'apprend guère qu'à connaître les grandes routes et les diamants ». Mais Montesquieu puisa largement dans ce récit pour ses Lettres persanes.
Diderot n'est pas non-plus enthousiaste : dans Les Bijoux indiscrets ce passage : "Car il est bon, l'ami, que vous sachiez qu'il n'est pas possible d'entamer en ma présence un voyage, que les bâillements ne me prennent. C'est une mauvaise habitude que j'ai contractée en lisant Tavernier et les autres".

## Le dernier voyage
Les dernières années de la vie de Tavernier sont mal connues. Les temps n'étaient plus favorables pour un protestant après la révocation de l'édit de Nantes en 1685, et certains pensent même qu'il fut emprisonné un certain temps à la prison de la Bastille. Le biographe Charles Joret a toutefois démontré le peu de vraisemblance de cette supposition. Ce dont nous sommes sûrs, c'est qu'il a quitté Paris pour la Suisse en 1687, et qu'en 1689, il est de passage à Copenhague sur son chemin pour la Perse en passant par la Russie, et que, la même année, il meurt à Moscou. Il s'avère qu'il était toujours en relations d'affaires avec l'Orient. On sait que le Grand Électeur de Brandebourg l'avait invité à y retourner quelques années auparavant. Mais le vrai motif de ce dernier voyage demeure un mystère et les hypothèses émises à ce sujet tiennent de la légende. Durant quarante ans, Jean-Baptiste Tavernier parcourut, ainsi qu'il l'écrit, 60 000 lieues, soit pas moins de 240 000 kilomètres, un record pour l'époque.
On attribue à Boileau ces vers pour accompagner un portrait de Tavernier :
De Paris à Delhi, du couchant à l'aurore,
Ce fameux voyageur courut plus d'une fois :
De l'Inde et de l'Hydaspe il fréquenta les rois ;
Et sur les bords du Gange on le révère encore.
En tous lieux sa vertu fut son plus sûr appui ;
Et, bien qu'en nos climats de retour aujourd'hui
En foule à nos yeux il présente
Les plus rares trésors que le soleil enfante,
Il n'a rien rapporté de si rare que lui.
En 2005, à l'occasion du 400e anniversaire de la naissance de Tavernier, le réalisateur suisse Philippe Nicolet lui a consacré un long métrage Les Voyages en Orient du Baron d'Aubonne. Un autre suisse, le sculpteur Jacques Basler, a réalisé une statue grandeur nature du voyageur. Elle domine le lac Léman à Chexbres.
Cet orientaliste avant la lettre s'était acheté à la fin de sa vie un château dans lequel il construisit une tour qui regarde vers l'Est.

## Œuvres
- Les Six Voyages de Jean Baptiste Tavernier, écuyer baron d'Aubonne, qu'il a fait en Turquie, en Perse, et aux Indes, pendant l'espace de quarante ans, & par toutes les routes que l'on peut tenir : accompagnez d'observations particulieres sur la qualité, la religion, le gouvernement, les coutumes & le commerce de chaque païs ; avec les figures, le poids, & la valeur de monnoyes qui y ont court, Gervais Clouzier et Claude Barbin, Paris, 1676 lire en ligne sur Gallica [2 lire en ligne sur Gallica lire en ligne sur Gallica lire en ligne sur Gallica
- Recueil de plusieurs relations et traitez singuliers et curieux de J.B. Tavernier, chevalier, baron d’Aubonne. Qui n’ont point esté mis dans ses six premiers voyages. Divisé en cinq parties. Avec la relation de l’intérieur du serrail du Grand Seigneur suivant la copie imprimée à Paris, Genève, Club des libraires de France, Le cercle du bibliophile, 1970 lire en ligne sur Gallica lire en ligne sur Gallica